# 8395 Rembaut
8395 Rembaut eller 1993 TQ23 är en asteroid i huvudbältet som upptäcktes den 9 oktober 1993 av den belgiske astronomen Eric W. Elst vid La Silla-observatoriet. Den är uppkallad efter Peter Rembaut.